# 기원전 96년

## 연호
- 전한(前漢) 태시(太始) 원년

## 기년
- 전한(前漢) 무제(武帝) 45년

## 사망
- 안티오쿠스 9세, 셀레우코스 제국의 21대 군주